# Derby wschodniego Lancashire
Derby wschodniego Lancashire (ang. East Lancashire Derby), również Cotton Mills Derby (pol. Derby przędzalni bawełny) – nazwa meczów piłkarskich pomiędzy drużynami Blackburn Rovers i Burnley. Przydomek rywalizacji wziął się z faktu, że zarówno Blackburn, jak i Burnley to dawne miasta młynarskie w hrabstwie Lancashire, leżące od siebie w odległości zaledwie 18 kilometrów. W ostatnich latach fani oraz lokalna prasa zaczęli określać to spotkanie mianem "El Lanclasico", nawiązując do jednej z największych piłkarskich rywalizacji na świecie – El Clásico.

## Historia

### Wczesne lata (1884–1891)
Pierwsze spotkanie pomiędzy drużynami miało miejsce 27 września 1884 na Turf Moor, gdzie Rovers zwyciężyli 4:2 przy pięciotysięcznej publiczności na trybunach. Rewanż rozegrano w marcu 1885 roku, kiedy Burnley odniosło efektowne zwycięstwo 5:1. Pierwszy mecz rozegrany w Blackburn na Leamington Road zakończył się remisem 2:2. Do roku 1888 drużyny rozegrały aż 13 spotkań towarzyskich i pucharowych – Burnley wygrało siedem z nich, a Blackburn – cztery.
Oba zespoły były w gronie dwunastu założycieli English Football League w 1888 roku. Pierwszy mecz ligowy odbył się na Turf Moor i zakończył się pogromem – 7:1 dla Blackburn. Rovers powtórzyli ten wynik sezon później u siebie. W pierwszych czterech sezonach ligi Blackburn trzykrotnie wygrało oba mecze w sezonie, głównie dzięki znakomitej formie strzeleckiej Jacka Southwortha, który zdobył aż 12 bramek w 10 meczach derbowych – w tym pierwszy ligowy hat trick dla klubu w historii derbów.
W grudniu 1891 na Turf Moor The Clarets odnieśli pierwsze derbowe zwycięstwo w lidze, które do historii przeszło z powodu intensywnych opadów śniegu oraz kontrowersji. Zawodnicy drużyny gości, którzy po 1. połowie przegrywali 0:3, znacznie opóźnili wznowienie gry, nie wychodząc na boisko po przerwie. Ostatecznie mecz został przerwany i rozstrzygnięty przyznaniem walkoweru dla gospodarzy po bójce, która zakończyła się opuszczeniem murawy przez graczy Rovers (z wyjątkiem bramkarza, Herby'ego Arthura).

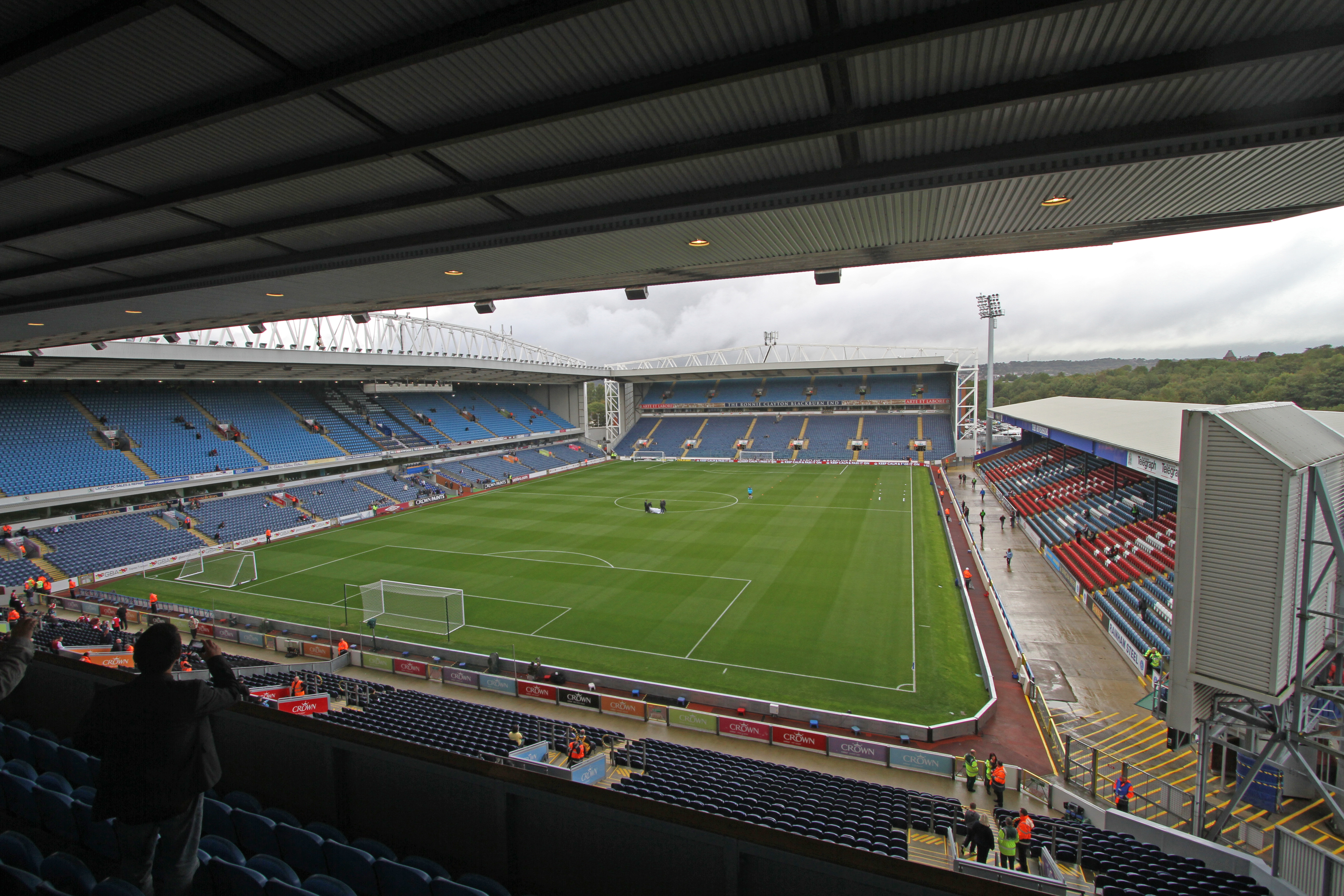
Ewood Park – stadion Blackburn Rovers od 1890 roku

### Przełom wieków (1892–1939)
W latach 1892–1897 Blackburn dominowało na swoim stadionie, wygrywając pięć razy z rzędu, choć na Ewood Park Burnley zanotowało swoje najwyższe zwycięstwo – 6:0 w 1896 roku. Natomiast dwukrotne zwycięstwo Rovers w sezonie 1896/97 przyczyniło się do spadku Burnley do drugiej dywizji. Pierwszy mecz derbowy w Pucharze Anglii odbył się w 1913 roku i zakończył się wygraną The Clarets 1:0 na Ewood Park przy rekordowej widowni blisko 43 tysięcy osób, w tym 22 tysięcy fanów drużyny gości. 
Po I wojnie światowej przez jedenaście sezonów z rzędu obie drużyny występowały w najwyższej klasie rozgrywkowej. Burnley umocniło wtedy swój status silniejszej drużyny we wschodnim Lancashire – klub zdobył mistrzostwo w sezonie 1920/21, wygrywając oba mecze z Rovers. 9 lat później, w 1930 roku, Burnley spadło na zaplecze pierwszej dywizji. W sezonie 1929/30 został także ustanowiony rekord zdobytych bramek w spotkaniu derbowym, po tym, jak Blackburn na własnym stadionie rozgromiło drużynę rywali 8:3. Do następnego spotkania derbowego, zakończonego bezbramkowym remisem, doszło w sezonie 1936/37, po relegacji Blackburn do drugiej klasy rozgrywkowej. W rewanżu, wygranym 3:1 przez drużynę Blackburn, bramkę dla zwycięskiego zespołu zdobył Jack Bruton, były gracz Burnley, pozostając do dziś jedynym zawodnikiem, który strzelił w meczu derbowym dla obu drużyn.

Wykres przedstawiający pozycję obu klubów w Football League na przestrzeni lat

### 1945–2000
Po zakończeniu II wojny światowej rywalizacja rozgorzała na nowo. W sezonie 1947/48 Burnley zdobyło trzy z czterech możliwych punktów w spotkaniach derbowych i zakończyło sezon na 3. miejscu, podczas gdy zespół rywali spadł z ligi. Rovers powrócili do pierwszej dywizji w sezonie 1957/58, podczas gdy drużyna Burnley przeżywała lata swojej świetności, zdobywając w 1960 roku mistrzostwo Anglii. W latach 1958–1966 The Clarets wygrali połowę z 16 rozegranych spotkań ligowych – w tym cztery kolejne na stadionie rywali. Po spadku Burnley do drugiej dywizji oraz Blackburn do trzeciej dywizji w sezonie 1970/71 drużyny spotykały się ponownie w niższych ligach na przestrzeni następnych lat.
Lata 80. i 90. XX wieku to okres gwałtownie rozbieżnych losów obu klubów. W sezonie 1982/83 Rovers wygrali oba mecze derbowe, a wszystkie trzy bramki dla klubu dobył Simon Garner. Następnie Burnley zaliczyło spadek aż do czwartej dywizji w 1985 roku, podczas gdy Blackburn, którego właścicielem został Jack Walker, awansował i w 1995 roku zdobył tytuł mistrzowski Premier League. W tym czasie kluby nie rozgrywały między sobą żadnych meczów przez blisko dwie dekady. 

### Czasy współczesne (2000–)
Na przełomie wieków obie drużyny powróciły do drugiej dywizji – mecze derbowe w sezonie 2000/01 zakończyły się wygraną zespołu Blackburn, który ostatecznie uzyskał awans do Premier League. The Clarets osiągnęli promocję dopiero w 2009 roku, co skutkowało rozegraniem pierwszych od 1966 roku meczów derbowych na najwyższym poziomie rozgrywkowym. Oba spotkania zwyciężyła drużyna z Blackburn, a towarzyszyły im zamieszki, liczne aresztowania oraz zniszczenie części sektora gości na Turf Moor. Burnley spadło do Championship w 2010 roku, natomiast Blackburn – dwa lata później. 9 marca 2014 Burnley zwyciężyło w derbach po raz pierwszy od 35 lat, co znacznie przyczyniło się do uzyskania pod koniec sezonu awansu do Premier League. W latach 2015–2025 rozegrano siedem meczów derbowych, z których The Clarets sześćokrotnie wychodzili zwycięsko. W sezonie 2022/23, w którym zespół Burnley zdobył tytuł mistrzowski Championship, oba spotkania zakończyły się jego wygraną, przy czym zwycięstwo 1:0 na Ewood Park zapewniło mu mistrzostwo ligi.

## Bilans spotkań
Stan na dzień 30 lipca 2025
| Rozgrywki                        | Mecze | Zwycięstwa Blackburn | Remisy | Zwycięstwa Burnley |
| -------------------------------- | ----- | -------------------- | ------ | ------------------ |
| Football League i Premier League | 96    | 38                   | 17     | 41                 |
| Puchar Anglii                    | 7     | 3                    | 2      | 2                  |
| Puchar Ligi                      | 1     | 0                    | 0      | 1                  |
| Puchar Anglo-Szkocki             | 4     | 0                    | 3      | 1                  |
| Ogólnie                          | 108   | 41                   | 22     | 45                 |

### Lista spotkań derbowych
| Lp. | Sezon     | Data                 | Rozgrywki                    | Stadion         | Gospodarze       | Wynik | Goście           | Frekwencja |
| --- | --------- | -------------------- | ---------------------------- | --------------- | ---------------- | ----- | ---------------- | ---------- |
| 1   | 1888/89   | 3 listopada 1888     | Pierwsza dywizja             | Turf Moor       | Burnley          | 1:7   | Blackburn Rovers | 3,000      |
| 2   | 1888/89   | 4 lutego 1889        | Pierwsza dywizja             | Leamington Road | Blackburn Rovers | 4:2   | Burnley          | 2,000      |
| 3   | 1889/90   | 26 października 1889 | Pierwsza dywizja             | Leamington Road | Blackburn Rovers | 7:1   | Burnley          | 4,000      |
| 4   | 1889/90   | 22 lutego 1890       | Pierwsza dywizja             | Turf Moor       | Burnley          | 1:2   | Blackburn Rovers | 7,000      |
| 5   | 1890/91   | 18 października 1890 | Pierwsza dywizja             | Turf Moor       | Burnley          | 1:6   | Blackburn Rovers | 10,000     |
| 6   | 1890/91   | 22 listopada 1890    | Pierwsza dywizja             | Ewood Park      | Blackburn Rovers | 5:2   | Burnley          | 4,000      |
| 7   | 1891/92   | 26 września 1891     | Pierwsza dywizja             | Ewood Park      | Blackburn Rovers | 3:3   | Burnley          | 4,000      |
| 8   | 1891/92   | 12 grudnia 1891      | Pierwsza dywizja             | Turf Moor       | Burnley          | 3:0   | Blackburn Rovers | 5,000      |
| 9   | 1892/93   | 3 grudnia 1892       | Pierwsza dywizja             | Turf Moor       | Burnley          | 0:0   | Blackburn Rovers | 10,000     |
| 10  | 1892/93   | 17 grudnia 1892      | Pierwsza dywizja             | Ewood Park      | Blackburn Rovers | 2:0   | Burnley          | 7,500      |
| 11  | 1893/94   | 18 listopada 1893    | Pierwsza dywizja             | Ewood Park      | Blackburn Rovers | 3:2   | Burnley          | 5,000      |
| 12  | 1893/94   | 23 grudnia 1893      | Pierwsza dywizja             | Turf Moor       | Burnley          | 1:0   | Blackburn Rovers | 13,000     |
| 13  | 1894/95   | 17 listopada 1894    | Pierwsza dywizja             | Ewood Park      | Blackburn Rovers | 1:0   | Burnley          | 7,000      |
| 14  | 1894/95   | 12 stycznia 1895     | Pierwsza dywizja             | Turf Moor       | Burnley          | 2:1   | Blackburn Rovers | 10,000     |
| 15  | 1895/96   | 5 października 1895  | Pierwsza dywizja             | Ewood Park      | Blackburn Rovers | 1:0   | Burnley          | 3,500      |
| 16  | 1895/96   | 18 kwietnia 1896     | Pierwsza dywizja             | Turf Moor       | Burnley          | 6:0   | Blackburn Rovers | 5,000      |
| 17  | 1896/97   | 3 października 1896  | Pierwsza dywizja             | Ewood Park      | Blackburn Rovers | 3:2   | Burnley          | 9,000      |
| 18  | 1896/97   | 7 listopada 1896     | Pierwsza dywizja             | Turf Moor       | Burnley          | 0:1   | Blackburn Rovers | 5,000      |
| 19  | 1897/98   | 21 kwietnia 1898     | Mecz testowy Football League | Ewood Park      | Blackburn Rovers | 1:3   | Burnley          | —          |
| 20  | 1897/98   | 23 kwietnia 1898     | Mecz testowy Football League | Turf Moor       | Burnley          | 2:0   | Blackburn Rovers | —          |
| 21  | 1898/99   | 26 listopada 1898    | Pierwsza dywizja             | Turf Moor       | Burnley          | 2:0   | Blackburn Rovers | 12,000     |
| 22  | 1898/99   | 26 grudnia 1898      | Pierwsza dywizja             | Ewood Park      | Blackburn Rovers | 0:2   | Burnley          | 20,000     |
| 23  | 1899/1900 | 7 października 1899  | Pierwsza dywizja             | Turf Moor       | Burnley          | 1:0   | Blackburn Rovers | 12,855     |
| 24  | 1899/1900 | 1 January 1900       | Pierwsza dywizja             | Ewood Park      | Blackburn Rovers | 2:0   | Burnley          | 14,000     |
| 25  | 1912/13   | 8 marca 1913         | Puchar Anglii                | Ewood Park      | Blackburn Rovers | 0:1   | Burnley          | 42,778     |
| 26  | 1913/14   | 8 października 1913  | Pierwsza dywizja             | Turf Moor       | Burnley          | 1:2   | Blackburn Rovers | 36,000     |
| 27  | 1913/14   | 1 stycznia 1914      | Pierwsza dywizja             | Ewood Park      | Blackburn Rovers | 0:0   | Burnley          | 48,000     |
| 28  | 1914/15   | 28 listopada 1914    | Pierwsza dywizja             | Ewood Park      | Blackburn Rovers | 6:0   | Burnley          | 21,700     |
| 29  | 1914/15   | 3 kwietnia 1915      | Pierwsza dywizja             | Turf Moor       | Burnley          | 3:2   | Blackburn Rovers | 25,000     |
| 30  | 1919/20   | 13 września 1919     | Pierwsza dywizja             | Ewood Park      | Blackburn Rovers | 2:3   | Burnley          | 20,000     |
| 31  | 1919/20   | 20 września 1919     | Pierwsza dywizja             | Turf Moor       | Burnley          | 3:1   | Blackburn Rovers | 20,000     |
| 32  | 1920/21   | 15 stycznia 1921     | Pierwsza dywizja             | Turf Moor       | Burnley          | 4:1   | Blackburn Rovers | 41,534     |
| 33  | 1920/21   | 22 stycznia 1921     | Pierwsza dywizja             | Ewood Park      | Blackburn Rovers | 1:3   | Burnley          | 43,000     |
| 34  | 1921/22   | 4 lutego 1922        | Pierwsza dywizja             | Ewood Park      | Blackburn Rovers | 3:2   | Burnley          | 20,000     |
| 35  | 1921/22   | 11 lutego 1922       | Pierwsza dywizja             | Turf Moor       | Burnley          | 1:2   | Blackburn Rovers | 40,919     |
| 36  | 1922/23   | 21 października 1922 | Pierwsza dywizja             | Turf Moor       | Burnley          | 3:1   | Blackburn Rovers | 29,000     |
| 37  | 1922/23   | 28 października 1922 | Pierwsza dywizja             | Ewood Park      | Blackburn Rovers | 2:1   | Burnley          | 23,000     |
| 38  | 1923/24   | 3 listopada 1923     | Pierwsza dywizja             | Ewood Park      | Blackburn Rovers | 1:1   | Burnley          | 20,000     |
| 39  | 1923/24   | 10 listopada 1923    | Pierwsza dywizja             | Turf Moor       | Burnley          | 1:2   | Blackburn Rovers | 30,000     |
| 40  | 1924/25   | 13 września 1924     | Pierwsza dywizja             | Turf Moor       | Burnley          | 3:5   | Blackburn Rovers | 16,000     |
| 41  | 1924/25   | 17 stycznia 1925     | Pierwsza dywizja             | Ewood Park      | Blackburn Rovers | 0:3   | Burnley          | 20,000     |
| 42  | 1925/26   | 31 października 1925 | Pierwsza dywizja             | Turf Moor       | Burnley          | 1:3   | Blackburn Rovers | 26,181     |
| 43  | 1925/26   | 13 marca 1926        | Pierwsza dywizja             | Ewood Park      | Blackburn Rovers | 6:3   | Burnley          | 26,991     |
| 44  | 1926/27   | 16 października 1926 | Pierwsza dywizja             | Ewood Park      | Blackburn Rovers | 1:5   | Burnley          | 21,482     |
| 45  | 1926/27   | 5 marca 1927         | Pierwsza dywizja             | Turf Moor       | Burnley          | 3:1   | Blackburn Rovers | 18,081     |
| 46  | 1927/28   | 27 sierpnia 1927     | Pierwsza dywizja             | Ewood Park      | Blackburn Rovers | 2:1   | Burnley          | 32,441     |
| 47  | 1927/28   | 31 grudnia 1927      | Pierwsza dywizja             | Turf Moor       | Burnley          | 3:1   | Blackburn Rovers | 28,354     |
| 48  | 1928/29   | 20 października 1928 | Pierwsza dywizja             | Turf Moor       | Burnley          | 2:2   | Blackburn Rovers | 35,694     |
| 49  | 1928/29   | 2 maja 1929          | Pierwsza dywizja             | Ewood Park      | Blackburn Rovers | 1:1   | Burnley          | 5,461      |
| 50  | 1929/30   | 9 listopada 1929     | Pierwsza dywizja             | Ewood Park      | Blackburn Rovers | 8:3   | Burnley          | 22,647     |
| 51  | 1929/30   | 15 marca 1930        | Pierwsza dywizja             | Turf Moor       | Burnley          | 3:2   | Blackburn Rovers | 16,673     |
| 52  | 1936/37   | 24 października 1936 | Druga dywizja                | Turf Moor       | Burnley          | 0:0   | Blackburn Rovers | 32,567     |
| 53  | 1936/37   | 27 lutego 1937       | Druga dywizja                | Ewood Park      | Blackburn Rovers | 3:1   | Burnley          | 18,240     |
| 54  | 1937/38   | 11 grudnia 1937      | Druga dywizja                | Ewood Park      | Blackburn Rovers | 3:3   | Burnley          | 15,136     |
| 55  | 1937/38   | 23 kwietnia 1938     | Druga dywizja                | Turf Moor       | Burnley          | 3:1   | Blackburn Rovers | 14,139     |
| 56  | 1938/39   | 15 października 1938 | Druga dywizja                | Turf Moor       | Burnley          | 3:2   | Blackburn Rovers | 29,254     |
| 57  | 1938/39   | 18 lutego 1939       | Druga dywizja                | Ewood Park      | Blackburn Rovers | 1:0   | Burnley          | 30,223     |
| 58  | 1947/48   | 18 października 1947 | Pierwsza dywizja             | Ewood Park      | Blackburn Rovers | 1:2   | Burnley          | 41,635     |
| 59  | 1947/48   | 6 marca 1948         | Pierwsza dywizja             | Turf Moor       | Burnley          | 0:0   | Blackburn Rovers | 44,240     |
| 60  | 1951/52   | 8 marca 1952         | Puchar Anglii                | Ewood Park      | Blackburn Rovers | 3:1   | Burnley          | 53,000     |
| 61  | 1958/59   | 18 października 1958 | Pierwsza dywizja             | Turf Moor       | Burnley          | 0:0   | Blackburn Rovers | 41,961     |
| 62  | 1958/59   | 28 stycznia 1959     | Puchar Anglii                | Ewood Park      | Blackburn Rovers | 1:2   | Burnley          | 43,752     |
| 63  | 1958/59   | 7 marca 1959         | Pierwsza dywizja             | Ewood Park      | Blackburn Rovers | 4:1   | Burnley          | 27,071     |
| 64  | 1959/60   | 17 października 1959 | Pierwsza dywizja             | Ewood Park      | Blackburn Rovers | 3:2   | Burnley          | 33,316     |
| 65  | 1959/60   | 5 marca 1960         | Pierwsza dywizja             | Turf Moor       | Burnley          | 1:0   | Blackburn Rovers | 32,331     |
| 66  | 1959/60   | 12 marca 1960        | Puchar Anglii                | Turf Moor       | Burnley          | 3:3   | Blackburn Rovers | 51,501     |
| 67  | 1959/60   | 16 marca 1960        | Puchar Anglii                | Ewood Park      | Blackburn Rovers | 2:0   | Burnley          | 53,892     |
| 68  | 1960/61   | 8 października 1960  | Pierwsza dywizja             | Ewood Park      | Blackburn Rovers | 1:4   | Burnley          | 26,223     |
| 69  | 1960/61   | 25 lutego 1961       | Pierwsza dywizja             | Turf Moor       | Burnley          | 1:1   | Blackburn Rovers | 26,492     |
| 70  | 1961/62   | 24 lutego 1962       | Pierwsza dywizja             | Ewood Park      | Blackburn Rovers | 2:1   | Burnley          | 33,914     |
| 71  | 1961/62   | 17 kwietnia 1962     | Pierwsza dywizja             | Turf Moor       | Burnley          | 0:1   | Blackburn Rovers | 29,997     |
| 72  | 1962/63   | 6 października 1962  | Pierwsza dywizja             | Ewood Park      | Blackburn Rovers | 2:3   | Burnley          | 26,626     |
| 73  | 1962/63   | 2 kwietnia 1963      | Pierwsza dywizja             | Turf Moor       | Burnley          | 1:0   | Blackburn Rovers | 25,746     |
| 74  | 1963/64   | 1 października 1963  | Pierwsza dywizja             | Turf Moor       | Burnley          | 3:0   | Blackburn Rovers | 24,345     |
| 75  | 1963/64   | 19 października 1963 | Pierwsza dywizja             | Ewood Park      | Blackburn Rovers | 1:2   | Burnley          | 26,740     |
| 76  | 1964/65   | 10 października 1964 | Pierwsza dywizja             | Turf Moor       | Burnley          | 1:1   | Blackburn Rovers | 21,199     |
| 77  | 1964/65   | 24 lutego 1965       | Pierwsza dywizja             | Ewood Park      | Blackburn Rovers | 1:4   | Burnley          | 15,340     |
| 78  | 1965/66   | 9 października 1965  | Pierwsza dywizja             | Turf Moor       | Burnley          | 1:4   | Blackburn Rovers | 23,198     |
| 79  | 1965/66   | 1 stycznia 1966      | Pierwsza dywizja             | Ewood Park      | Blackburn Rovers | 0:2   | Burnley          | 28,013     |
| 80  | 1976/77   | 7 sierpnia 1976      | Puchar Anglo-Szkocki         | Ewood Park      | Blackburn Rovers | 1:1   | Burnley          | 11,012     |
| 81  | 1976/77   | 27 grudnia 1976      | Druga dywizja                | Ewood Park      | Blackburn Rovers | 2:2   | Burnley          | 22,189     |
| 82  | 1976/77   | 8 kwietnia 1977      | Druga dywizja                | Turf Moor       | Burnley          | 3:1   | Blackburn Rovers | 17,372     |
| 83  | 1977/78   | 2 sierpnia 1977      | Puchar Anglo-Szkocki         | Turf Moor       | Burnley          | 2:1   | Blackburn Rovers | 8,119      |
| 84  | 1977/78   | 26 grudnia 1977      | Druga dywizja                | Turf Moor       | Burnley          | 2:3   | Blackburn Rovers | 27,427     |
| 85  | 1977/78   | 27 marca 1978        | Druga dywizja                | Ewood Park      | Blackburn Rovers | 0:1   | Burnley          | 24,379     |
| 86  | 1978/79   | 12 sierpnia 1978     | Puchar Anglo-Szkocki         | Ewood Park      | Blackburn Rovers | 1:1   | Burnley          | 9,791      |
| 87  | 1978/79   | 26 grudnia 1978      | Druga dywizja                | Turf Moor       | Burnley          | 2:1   | Blackburn Rovers | 23,133     |
| 88  | 1978/79   | 14 kwietnia 1979     | Druga dywizja                | Ewood Park      | Blackburn Rovers | 1:2   | Burnley          | 14,761     |
| 89  | 1979/80   | 4 sierpnia 1979      | Puchar Anglo-Szkocki         | Ewood Park      | Blackburn Rovers | 2:2   | Burnley          | 7,749      |
| 90  | 1982/83   | 27 grudnia 1982      | Druga dywizja                | Turf Moor       | Burnley          | 0:1   | Blackburn Rovers | 20,439     |
| 91  | 1982/83   | 4 kwietnia 1983      | Druga dywizja                | Ewood Park      | Blackburn Rovers | 2:1   | Burnley          | 13,434     |
| 92  | 2000/01   | 17 grudnia 2000      | Pierwsza dywizja             | Turf Moor       | Burnley          | 0:2   | Blackburn Rovers | 21,369     |
| 93  | 2000/01   | 1 kwietnia 2001      | Pierwsza dywizja             | Ewood Park      | Blackburn Rovers | 5:0   | Burnley          | 23,442     |
| 94  | 2004/05   | 20 lutego 2005       | Puchar Anglii                | Turf Moor       | Burnley          | 0:0   | Blackburn Rovers | 21,468     |
| 95  | 2004/05   | 1 marca 2005         | Puchar Anglii                | Ewood Park      | Blackburn Rovers | 2:1   | Burnley          | 28,691     |
| 96  | 2009/10   | 18 października 2009 | Premier League               | Ewood Park      | Blackburn Rovers | 3:2   | Burnley          | 26,689     |
| 97  | 2009/10   | 28 marca 2010        | Premier League               | Turf Moor       | Burnley          | 0:1   | Blackburn Rovers | 21,546     |
| 98  | 2012/13   | 2 grudnia 2012       | Championship                 | Turf Moor       | Burnley          | 1:1   | Blackburn Rovers | 21,341     |
| 99  | 2012/13   | 17 marca 2013        | Championship                 | Ewood Park      | Blackburn Rovers | 1:1   | Burnley          | 20,735     |
| 100 | 2013/14   | 14 września 2013     | Championship                 | Turf Moor       | Burnley          | 1:1   | Blackburn Rovers | 15,699     |
| 101 | 2013/14   | 9 marca 2014         | Championship                 | Ewood Park      | Blackburn Rovers | 1:2   | Burnley          | 21,589     |
| 102 | 2015–16   | 24 października 2015 | Championship                 | Ewood Park      | Blackburn Rovers | 0:1   | Burnley          | 19,897     |
| 103 | 2015–16   | 5 marca 2016         | Championship                 | Turf Moor       | Burnley          | 1:0   | Blackburn Rovers | 20,478     |
| 104 | 2017/18   | 23 sierpnia 2017     | Puchar Ligi                  | Ewood Park      | Blackburn Rovers | 0:2   | Burnley          | 16,313     |
| 105 | 2022/23   | 13 listopada 2022    | Championship                 | Turf Moor       | Burnley          | 3:0   | Blackburn Rovers | 21,747     |
| 106 | 2022/23   | 25 kwietnia 2023     | Championship                 | Ewood Park      | Blackburn Rovers | 0:1   | Burnley          | 18,166     |
| 107 | 2024/25   | 31 sierpnia 2024     | Championship                 | Turf Moor       | Burnley          | 1:1   | Blackburn Rovers | 21,042     |
| 108 | 2024/25   | 4 stycznia 2025      | Championship                 | Ewood Park      | Blackburn Rovers | 0:1   | Burnley          | 25,909     |